# Paramount Pictures
Paramount Pictures Corporation, o semplicemente Paramount Pictures, è una casa di produzione e distribuzione cinematografica statunitense, sussidiaria del gruppo Paramount Skydance Corporation. 
Paramount è uno dei pochi studios sopravvissuti tra quelli nati all'epoca del muto, dopo la Gaumont (1895), la Pathé (1896), la Titanus (1904), la Nordisk Film (1906) e la Universal Pictures (1912).
Nata come casa di distribuzione, fondata nel 1914 da William Wadsworth Hodkinson, fa risalire la propria fondazione come casa produttrice all'8 maggio 1912, alla nascita di Famous Players Film Company, fondata in quell'anno dall'ungherese Adolph Zukor, pioniere del cinema americano. La compagnia di Zukor, in seguito sarebbe confluita in Famous Players-Lasky Corporation in accordo con l'originale Paramount di William Wadsworth Hodkinson. Con queste e altre fusioni, la società avrebbe poi preso definitivamente il nome di Paramount Pictures, diventando una delle Big Five, le cinque più importanti compagnie cinematografiche di Hollywood (le altre erano la Warner Bros., la Metro-Goldwyn-Mayer, la 20th Century Fox e la RKO).
Con più di un secolo di storia e oltre tremila film prodotti, nel 2011 raggiunse il primato nel mercato cinematografico mondiale, superando la Warner Bros..

## Storia
Il primo film fu un lungometraggio drammatico del 1912, chiamato Queen Elisabeth, con Sarah Bernhardt, quando l'azienda era ancora una sorta di compagnia teatrale confluita nel nascente cinema, chiamata Famous Players Film Company. Il successo del film incoraggiò Zukor alla fondazione di una casa cinematografica, con sede a New York, dove produsse altri due grandi film: Il conte di Monte Cristo e Il prigioniero di Zenda.
L'imprenditore statunitense William Wadsworth Hodkinson, nel frattempo (periodo 1907-1909), riuscendo ad espandere gli uffici della prima distribuzione di pellicole con la Motion Picture Patents Company prima e la General Film Company e la Motion Picture Distributing and Sales Company poi, si staccò quindi da queste ultime, a causa degli attriti del mercato finanziario dovuti alla Edison trust, fondando la nuova casa di distribuzione Paramount Pictures Corporation nel periodo 1912-1914.
 
Nel 1914, Jesse L. Lasky, proprietario di una piccola compagnia di produzione hollywoodiana, la Jesse L. Lasky Feature Play Company, si mise in società con la Famous Players Films di Zukor, fondando quindi la Famous Players-Lasky Corporation. I due produttori firmarono quindi un contratto esclusivo con la Paramount Pictures Corporation di Hodkinson il 19 luglio 1916, convinti di un prospero sodalizio. 
I primi attori scritturati dall'azienda furono Mary Pickford, Rodolfo Valentino, Gloria Swanson e Clara Bow.
Tuttavia, Zukor e Lasky, ben presto si resero conto che sarebbe stato molto più remunerativo distribuire direttamente le loro pellicole, quindi, nello stesso anno, Hodkinson dovette cedere la sua quota azionaria all'imprenditore S.A. Lynch, amministratore di una sussidiaria Paramount, mentre la società rimase col nome di Famous Players-Lasky Corporation, con presidente Zukor e vice-presidente Lasky. Nel 1925 poi, la Famous Players-Lasky, dopo aver firmato un accordo con una grossa catena distributiva che controllava il circuito delle sale cinematografiche di Chicago, la Balaban and Katz, si ribattezzò Paramount-Famous-Lasky. Tuttora la Paramount resta l'unica casa di produzione che realmente effettua le registrazioni a Hollywood.
Nel 1928, con il film d'aviazione Ali (Wings, 1927) di William A. Wellman, la Paramount ottenne il primo premio Oscar, nella categoria miglior film, mai assegnato nella storia degli Academy Award.
Dal 1995 la Paramount Pictures, insieme ad altre società come Paramount Television, fa parte del colosso americano leader del settore dell'intrattenimento, Viacom.

### Il logo della Paramount
Molte ipotesi aleggiano sull'origine del logo della Paramount e della relativa intro, in merito alla misteriosa montagna piramidale ed a quale vetta del mondo sia ispirata, ma nessuna di queste fu mai stata confermata ufficialmente dai dirigenti dell'azienda. Vero è che il primo logo della montagna fu abbozzato a carboncino direttamente dallo stesso Hodkinson, a circa metà degli anni dieci, e soprannominato First Majestic Mountain.

Logo usato dal 1923 al 1941.

Fu quindi il marchio della società sin dalla sua nascita, ed è il più antico logo della storia del cinema hollywoodiano sopravvissuto ai giorni nostri. Di certo c'è solo l'origine delle 24 stelle che circondano il logo stesso, e che rappresentano gli allora 24 attori sotto contratto nel 1916. Sull'origine della montagna invece, le ipotesi sono le seguenti:
- monte Ben Lomond, oppure il monte Pfeifferhorn, entrambi nello Utah, Stati Uniti d'America[4], ipotesi più accreditata, poiché derivata dal fatto che Hodkinson frequentava lo Utah durante la sua infanzia.
- monte Monviso, Italia: questa ipotesi potrebbe derivare dalla storia di un italiano originario di Saluzzo, in Piemonte, emigrato negli Stati Uniti d'America, quindi assunto alla Paramount ai suoi esordi, come operaio scenografo, e che avrebbe fatto visionare la suddetta foto allo stesso Hodkinson.
- monte Artesonraju, in Perù, visto dal versante sud: questa è l'ipotesi legata al "restyling" del logo eseguito nel 1951 da parte di Jan Domela, illustratore specializzato in disegni di catene montuose.
- monte Cervino, Svizzera-Italia[5], ipotesi comunque non accreditata[6].

In occasione dell'introduzione del Cinema 3D, il logo fu ridisegnato ancora nel 1953, ma già nell'anno dopo fu modificato in occasione dell'introduzione del formato visivo widescreen (detto anche Rapporto d'aspetto, o "16:9"). Dal 1968 appariva insieme alla scritta Paramount anche la scritta delle società A Gulf + Western Company (dopo l'acquisizione dello studio da parte società di proprietà di Charles Bluhdorn), mentre, nel 1974, le stelle furono ridotte a 22, fino a definire un logo più stilizzato l'anno dopo, nel 1975. Altre piccole modifiche, di carattere più animativo, furono eseguite ancora negli anni successivi. Dal 2022, a seguito del rebranding di ViacomCBS in Paramount Global, viene reinserita la scritta "Pictures".
Nella sequenza iniziale del film I predatori dell'arca perduta (1981) il logo della Paramount Pictures si dissolve nella montagna naturale Kalalea dell'isola di Kauaʻi, nelle Hawaii. Ciò fu voluto dal regista Steven Spielberg, che chiese allo scopo al produttore Frank Marshall di trovare una montagna della Hawaii che assomigliasse il più possibile al logo della Paramount Pictures. La stessa montagna appare in altri film, tra cui King Kong, Sei giorni, sette notti (1998), Tropic Thunder (2008). È lo sponsor dell'Inter dalla stagione 2023

Logo usato dal 1975 al 1988.
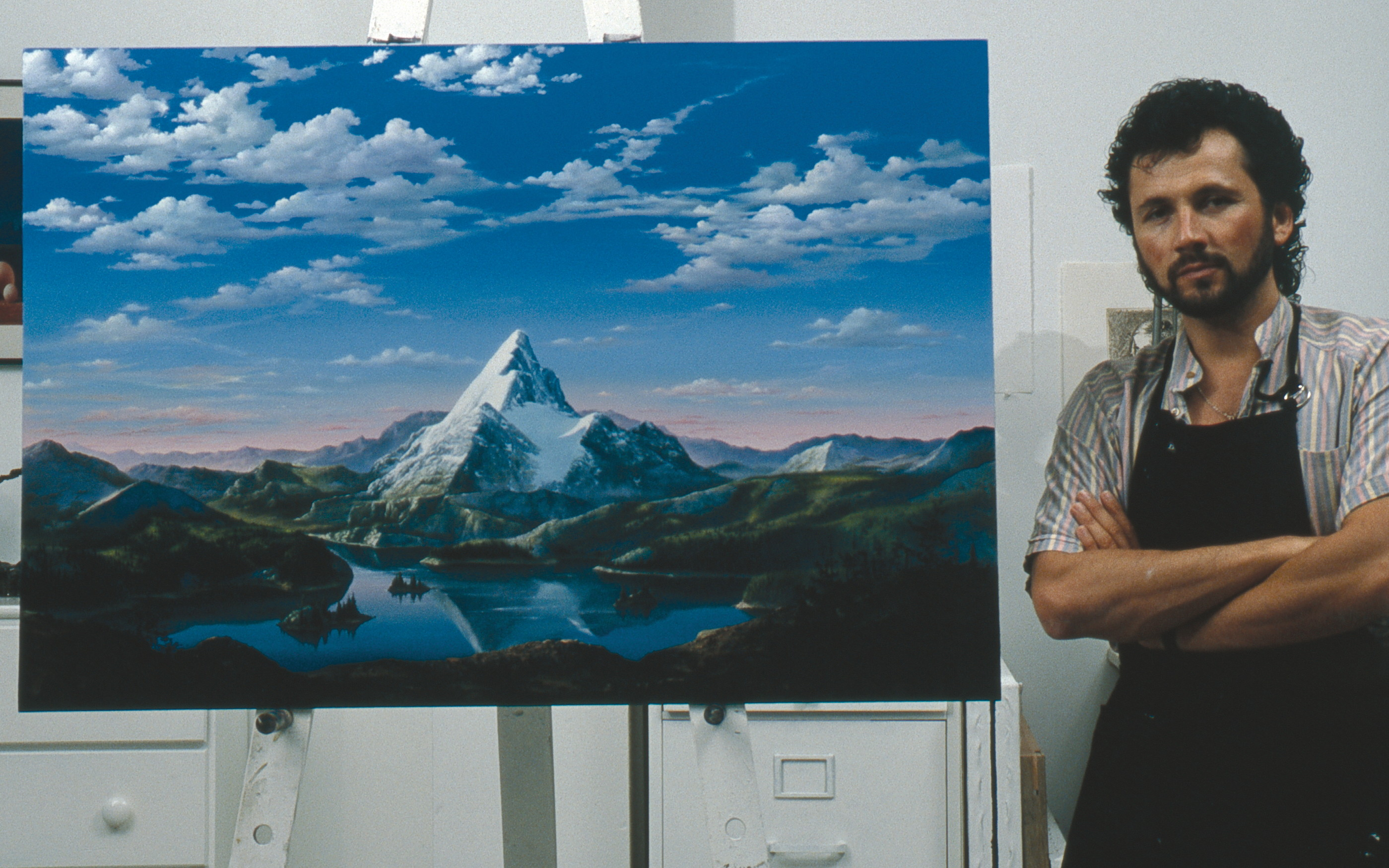
Logo di Dario Campanile, per il 75º anniversario (originale in mostra ai Paramount Studios).
Logo usato dal 1986 al 1989.[9]
Logo usato dal 1995 al 2003.[10]
Logo usato dal 2001[11] al 2013.[12]
logo 2011[13]
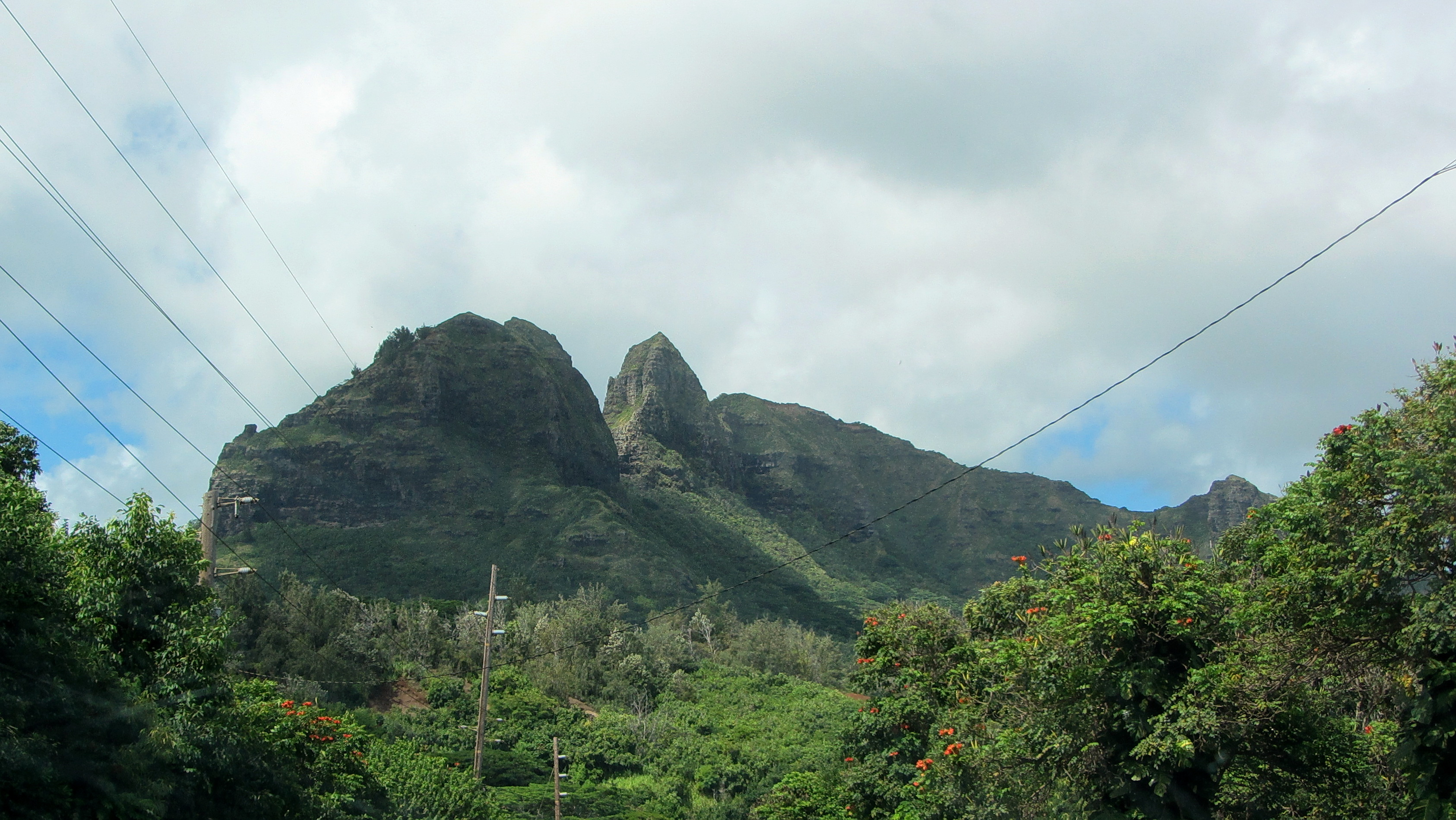
La montagna Kalalea, associata da Steven Spielberg al logo della Paramount Pictures.

## Filmografia parziale della Paramount

### Anni 10
- La regina Elisabetta (Les Amours de la reine Élisabeth), regia di Henri Desfontaines e Louis Mercanton (1912)

### Anni 20
- I pionieri (The Covered Wagon), regia di James Cruze (1923)
- I dieci comandamenti (The Ten Commandments), regia di Cecil B. DeMille (1923, con sequenze Technicolor)
- L'errante senza colpa (Wanderer of the Wasteland), regia di Irvin Willat (1924)
- Il pony express (The Pony Express), regia di James Cruze (1925)
- Cosetta (It), regia di Clarence G. Badger (1927)
- L'ultimo addio (Hotel Imperial), regia di Mauritz Stiller (1927)
- Ali (Wings), regia di William A. Wellman (1927)
- Luna di miele (The Honeymoon), regia di Erich von Stroheim (1928, con sequenze Technicolor)

La versione 1923-1941 del logo Paramount

- L'intruso (Interference), regia di Lothar Mendes e Roy Pomeroy (1928)
- Redskin, regia di Victor Schertzinger (1929, con sequenze Technicolor)
- L'uomo della Virginia (The Virginian), regia di Victor Fleming (1929)
- Applause, regia di Rouben Mamoulian (1929)
- Il principe consorte (The Love Parade), regia di Ernst Lubitsch (1929)
- Le noci di cocco (The Cocoanuts), regia di Robert Florey e Joseph Santley (1929)
- Glorifying the American Girl, regia di Millard Webb (1929, con sequenze Technicolor)
- Pointed Heels, regia di A. Edward Sutherland (1929, con sequenze Technicolor)
- The Lady Lies, regia di Hobart Henley (1929)

### Anni 30
- Honey, regia di Wesley Ruggles (1930)
- Se io fossi re (The Vagabond King), regia di Ludwig Berger (1930)
- Follow Thru, regia di Lloyd Corrigan e Laurence Schwab (1930)
- Marocco (Morocco), regia di Josef von Sternberg (1930)
- Galas de la Paramount, regia collettiva (1930, con sequenze Technicolor)
- Animal Crackers, regia di Victor Heerman (1930)
- Il dottor Jekyll (Dr. Jekyll and Mr. Hyde), regia di Rouben Mamoulian (1931)
- A Lesson in Love, regia di Casey Robinson (1931)
- Secrets of a Secretary, regia di George Abbott (1931)
- Un'ora d'amore (One Hour with You), regia di Ernst Lubitsch (1932)
- Il segno della croce (The Sign of the Cross), regia di Cecil B. De Mille (1932)
- Mancia competente (Trouble in Paradise), regia di Ernst Lubitsch (1932)
- Shanghai Express, regia di Josef von Sternberg (1932)
- Amami stanotte (Love Me Tonight), regia di Rouben Mamoulian (1932)
- The Misleading Lady, regia di Stuart Walker (1932)
- Braccio di Ferro (Popeye the Sailor), serie di cortometraggi cinematografici (1933)
- Lady Lou (She Done Him Wrong), regia di Lowell Sherman (1933)
- La guerra lampo dei Fratelli Marx (Duck Soup), regia di Leo McCarey (1933)
- Cleopatra, regia di Cecil B. De Mille (1934)
- Che bel regalo (It's a Gift), regia di Norman Z. McLeod (1934)
- I lancieri del Bengala (The Lives of a Bengal Lancer), regia di Henry Hathaway (1935)
- La conquista del West (The Plainsman), regia di Cecil B. De Mille (1936)
- L'oro della Cina (The General Died at Dawn), regia di Lewis Milestone (1936)
- Swing High, Swing Low, regia di Mitchell Leisen (1937)
- Un colpo di fortuna (Easy Living), regia di Mitchell Leisen (1937)
- La via dei giganti (Union Pacific), regia di Cecil B. De Mille (1939)
- Beau Geste, regia di William A. Wellman (1939)
- La signora di mezzanotte (Midnight), regia di Mitchell Leisen (1939)

### Anni 40
- La porta d'oro (Hold Back the Dawn), regia di Mitchell Leisen (1941)
- Lady Eva (The Lady Eve), regia di Preston Sturges (1941)
- I dimenticati (Sullivan's Travels), regia di Preston Sturges (1941)
- Beauty and the Beach, regia di Leslie M. Roush (1941)
- Vento selvaggio (Reap the Wild Wind), regia di Cecil B. De Mille (1942)
- Ritrovarsi (The Palm Beach Story), regia di Preston Sturges (1942)
- Avventura al Marocco (Road to Morocco), regia di David Butler (1942)
- Il fuorilegge (This Gun for Hire), regia di Frank Tuttle (1942)
- La taverna dell'allegria (Holiday Inn), regia di Mark Sandrich (1942)
- Sorelle in armi (So Proudly We Hail!), regia di Mark Sandrich (1943)
- Per chi suona la campana (For Whom the Bell Tolls), regia di Sam Wood (1943)
- Il miracolo del villaggio (The Miracle of Morgan's Creek), regia di Preston Sturges (1944)
- La fiamma del peccato (Double Indemnity), regia di Billy Wilder (1944)
- La mia via (Going My Way), regia di Leo McCarey (1944)
- Murder, He Says, regia di George Marshall (1945)
- Giorni perduti (The Lost Weekend), regia di Billy Wilder (1945)
- La dalia azzurra (The Blue Dahlia), regia di George Marshall (1946)
- A ciascuno il suo destino (To Each His Own), regia di Mitchell Leisen (1946)
- Lo strano amore di Marta Ivers (The Strange Love of Martha Ivers), regia di Lewis Milestone (1946)
- La mia brunetta preferita (My Favorite Brunette), regia di Elliott Nugent (1947)
- Avventura in Brasile (Road to Rio), regia di Norman Z. McLeod (1947)
- Il tempo si è fermato (The Big Clock), regia di John Farrow (1948)
- Il terrore corre sul filo (Sorry, Wrong Number), regia di Anatole Litvak (1948)
- Viso pallido (The Paleface), regia di Norman Z. McLeod (1948)
- L'ereditiera (The Heiress), regia di William Wyler (1949)
- La mia amica Irma (My Friend Irma), regia di George Marshall (1949)
- Sansone e Dalila (Samson and Delilah), regia di Cecil B. DeMille (1949)

### Anni 50
- Viale del tramonto (Sunset Boulevard), regia di Billy Wilder (1950)
- Un posto al sole (A Place in the Sun), regia di George Stevens (1951)
- Pietà per i giusti (Detective Story), regia di William Wyler (1951)
- Il più grande spettacolo del mondo (The Greatest Show on Earth), regia di Cecil B. DeMille (1952)
- Torna, piccola Sheba (Come Back, Little Sheba), regia di Daniel Mann (1952)
- Vacanze romane (Roman Holiday), regia di William Wyler (1953)
- Il cavaliere della valle solitaria (Shane), regia di George Stevens (1953)
- Stalag 17, regia di Billy Wilder (1953)
- La guerra dei mondi (The War of the Worlds), regia di Byron Haskin (1953)
- La ragazza di campagna (The Country Girl), regia di George Seaton (1954)
- La finestra sul cortile (Rear Window), regia di Alfred Hitchcock (1954)
- Bianco Natale (White Christmas), regia di Michael Curtiz (1954)
- Sabrina, regia di Billy Wilder (1954)
- La rosa tatuata (The Rose Tattoo), regia di Daniel Mann (1955)
- Caccia al ladro (To Catch a Thief), regia di Alfred Hitchcock (1955)
- Ore disperate (The Desperate Hours), regia di William Wyler (1955)
- La congiura degli innocenti (The Trouble with Harry), regia Alfred Hitchcock (1955)
- L'uomo che sapeva troppo (The Man Who Knew Too Much), regia di Alfred Hitchcock (1956)
- I dieci comandamenti (The Ten Commandments), regia di Cecil B. DeMille (1956)
- Guerra e pace (War and Peace), regia di King Vidor (1956)
- Sfida all'OK Corral (Gunfight at the O.K. Corral), regia di John Sturges (1957)
- Cenerentola a Parigi (Funny Face), regia di Stanley Donen (1957)
- Il segno della legge (The Tin Star), regia di Anthony Mann (1957)
- 10 in amore (Teacher's Pet), regia di George Seaton (1958)
- La donna che visse due volte (Vertigo), regia di Alfred Hitchcock (1958)
- Fluido mortale (The Blob), regia di Irvin Yeaworth (1958)

### Anni 60
- Psyco (Psycho), regia di Alfred Hitchcock (1960, solo distribuzione)
- Jovanka e le altre (5 Branded Women), regia di Martin Ritt (1960)
- La baia di Napoli (It Started in Naples), regia di Melville Shavelson (1960)
- Colazione da Tiffany (Breakfast at Tiffany's), regia di Blake Edwards (1961)
- Blue Hawaii, regia di Norman Taurog (1961)
- I due volti della vendetta (One-Eyed Jacks), regia di Marlon Brando (1961)
- L'uomo che uccise Liberty Valance (The Man Who Shot Liberty Valance), regia di John Ford (1962)
- Hud il selvaggio (Hud), regia di Martin Ritt (1963)
- Le folli notti del dottor Jerryll (The Nutty Professor), regia di Jerry Lewis (1963)
- Insieme a Parigi (Paris When It Sizzles), regia di Richard Quine (1963)
- Sette giorni a maggio (Seven Days in May), regia di John Frankenheimer (1964, solo distribuzione)
- Becket e il suo re (Becket), regia di Peter Glenville (1964, accreditata come Paramount Film Service)
- I 4 figli di Katie Elder (The Sons of Katie Elder), regia di Henry Hathaway (1965)
- La spia che venne dal freddo (The Spy Who Came in From the Cold), regia di Martin Ritt (1965)
- Alfie, regia di Lewis Gilbert (1966)
- Operazione diabolica (Seconds), regia di John Frankenheimer (1966)
- El Dorado, regia di Howard Hawks (1966)
- A piedi nudi nel parco (Barefoot in the Park), regia di Gene Saks (1967)
- Lo squattrinato (Half a Sixpence), regia di George Sidney (1968)
- C'era una volta il West, regia di Sergio Leone (1968)
- Rosemary's Baby - Nastro rosso a New York (Rosemary's Baby), regia di Roman Polański (1968)
- La strana coppia (The Odd Couple), regia di Gene Saks (1968)
- La ragazza di Tony (Goodbye, Columbus), regia di Larry Peerce (1969)
- Un colpo all'italiana (The Italian Job), regia di Peter Collinson (1969, solo distribuzione)
- La ballata della città senza nome (Paint Your Wagon), regia di Joshua Logan (1969)
- Il Grinta (True Grit), regia di Henry Hathaway (1969)

### Anni 70
- Operazione Crêpes Suzette (Darling Lili), regia di Blake Edwards (1970)

La versione 1975-1986 del logo Paramount

- Love Story, regia di Arthur Hiller (1970)
- L'amica delle 5 ½ (On a Clear Day You Can See Forever), regia di Vincente Minnelli (1970)
- Un provinciale a New York (The Out-of-Towners), regia di Arthur Hiller (1970, remake nel 1999)
- È ricca, la sposo e l'ammazzo (A New Leaf), regia di Elaine May (1971)
- Harold e Maude (Harold and Maude), regia di Hal Ashby (1971)
- Willy Wonka e la fabbrica di cioccolato (Willy Wonka and the Chocolate Factory), regia di Mel Stuart (1971, solo distribuzione, ora è posseduto dalla Warner Bros.)
- Appuntamento con una ragazza che si sente sola (T.R. Baskin), regia di Herbert Ross (1971)
- Il grande Jake (Big Jake), regia di George Sherman (1971)
- Il padrino (The Godfather), regia di Francis Ford Coppola (1972)
- Paper Moon - Luna di carta (Paper Moon), regia di Peter Bogdanovich (1973)
- Chinatown, regia di Roman Polański (1974)
- Quella sporca ultima meta (The Longest Yard), regia di Robert Aldrich (1974)
- La conversazione (The Conversation), regia di Francis Ford Coppola (1974)
- Il padrino - Parte II (The Godfather: Part II), regia di Francis Ford Coppola (1974)
- Il grande Gatsby (The Great Gatsby), regia di Jack Clayton (1974)
- Il piccolo principe (The Little Prince), regia di Stanley Donen (1974)
- Un gioco estremamente pericoloso (Hustle), regia di Robert Aldrich (1975)
- Il giorno della locusta (The Day of the Locust), regia di John Schlesinger (1975)
- Nashville, regia di Robert Altman (1975)
- I tre giorni del Condor (Three Days of the Condor), regia di Sydney Pollack (1975)
- Che botte se incontri gli "Orsi" (The Bad News Bears), regia di Michael Ritchie (1976)
- Piccoli gangsters (Bugsy Malone), regia di Alan Parker (1976)
- Gli ultimi fuochi (The Last Tycoon), regia di Elia Kazan (1976)
- Il maratoneta (Marathon Man), regia di John Schlesinger (1976)
- King Kong, regia di John Guillermin (1976)
- In cerca di Mr. Goodbar (Looking for Mr. Goodbar), regia di Richard Brooks (1977)
- Corri più che puoi, Charlie Brown (Race For Your Life, Charlie Brown), regia di Bill Melendez e Phil Roman (1977)
- La febbre del sabato sera (Saturday Night Fever), regia di John Badham (1977)
- Il salario della paura (Sorcerer), regia di William Friedkin (1977, co-produzione con Universal)
- Grease - Brillantina (Grease), regia di Randal Kleiser (1978)
- Up in Smoke, regia di Lou Adler (1978)
- Verso il sud (Goin' South), regia di Jack Nicholson (1978)
- Profezia (Prophecy), regia di John Frankenheimer (1979)
- E ora: punto e a capo (Starting Over), regia di Alan J. Pakula (1979)
- I guerrieri della notte (The Warriors), regia di Walter Hill (1979)
- Polpette (Meatballs), regia di Ivan Reitman (1979)
- Fuga da Alcatraz (Escape from Alcatraz), regia di Don Siegel (1979)
- Star Trek (Star Trek: The Motion Picture), regia di Robert Wise (1979)

### Anni 80
- L'aereo più pazzo del mondo (Airplane!), regia di Zucker-Abrahams-Zucker (1980)
- Buon viaggio, Charlie Brown (Bon Voyage, Charlie Brown (And Don't Come Back!)), regia di Bill Meléndez e Phil Roman (1980)
- Venerdì 13 (Friday the 13th), regia di Sean S. Cunningham (1980)
- Gente comune (Ordinary People), regia di Robert Redford (1980)
- Popeye - Braccio di Ferro (Popeye), regia di Robert Altman (1980) (co-produzione con Walt Disney Productions)
- Il drago del lago di fuoco (Dragonslayer), regia di Matthew Robbins (1981) (co-produzione con Walt Disney Productions)
- L'assassino ti siede accanto (Friday the 13th Part 2), regia di Steve Miner (1981)
- I predatori dell'arca perduta (Raiders of the Lost Ark), regia di Steven Spielberg (1981) (co-produzione con LucasFilm)
- Ufficiale e gentiluomo (An Officer and a Gentleman), regia di Taylor Hackford (1982)
- 48 ore (48 Hrs.), regia di Walter Hill (1982)
- Star Trek II - L'ira di Khan (Star Trek II: The Wrath of Khan), regia di Nicholas Meyer (1982)
- Week-end di terrore (Friday the 13th Part III), regia di Steve Miner (1982)
- L'aereo più pazzo del mondo... sempre più pazzo (Airplane II: The Sequel), regia di Ken Finkleman (1982)
- La zona morta (The Dead Zone), regia di David Cronenberg (1983)
- Still Smokin, regia di Tommy Chong (1983)
- Voglia di tenerezza (Terms of Endearment), regia di James L. Brooks (1983)
- Staying Alive, regia di Sylvester Stallone (1983)
- Flashdance, regia di Adrian Lyne (1983)
- Una poltrona per due (Trading Places), regia di John Landis (1983)
- Beverly Hills Cop - Un piedipiatti a Beverly Hills (Beverly Hills Cop), regia di Martin Brest (1984)
- Footloose, regia di Herbert Ross (1984)
- Venerdì 13 - Capitolo finale (Friday the 13th: The Final Chapter), regia di Joseph Zito (1984)
- Indiana Jones e il tempio maledetto (Indiana Jones and the Temple of Doom), regia di Steven Spielberg (1984) (co-produzione con LucasFilm)
- Star Trek III - Alla ricerca di Spock (Star Trek III: The Search for Spock), regia di Leonard Nimoy (1984)
- Witness - Il testimone (Witness), regia di Peter Weir (1985)
- Piramide di paura (Young Sherlock Holmes), regia di Barry Levinson (1985)
- Venerdì 13: il terrore continua (Friday the 13th Part V: A New Beginning), regia di Danny Steinmann (1985)
- Signori, il delitto è servito (Clue), regia di Jonathan Lynn (1985)
- Blue City, regia di Michelle Manning (1986)
- Mr. Crocodile Dundee ("Crocodile" Dundee), regia di Peter Faiman (1986) (distribuzione)
- Una pazza giornata di vacanza (Ferris Bueller's Day Off), regia di John Hughes (1986)
- Bella in rosa (Pretty in Pink), regia di Howard Deutch (1986)
- Venerdì 13 parte VI - Jason vive (Friday the 13th Part VI: Jason Lives), regia di Tom McLoughlin (1986)
- Rotta verso la Terra (Star Trek IV: The Voyage Home), regia di Leonard Nimoy (1986)
- Top Gun, regia di Tony Scott (1986)
- Gung Ho, regia di Ron Howard (1986)

La versione 1986-1989 del logo Paramount

- Attrazione fatale (Fatal Attraction), regia di Adrian Lyne (1987)
- The Untouchables - Gli intoccabili (The Untouchables), regia di Brian De Palma (1987)
- Beverly Hills Cop II - Un piedipiatti a Beverly Hills II (Beverly Hills Cop II), regia di Tony Scott (1987)
- Un biglietto in due (Planes, Trains, and Automobiles), regia di John Hughes (1987)
- Nudo e crudo (Eddie Murphy Raw), regia di Robert Townsend (1987)
- Sotto accusa (The Accused), regia di Jonathan Kaplan (1988)
- Il principe cerca moglie (Coming to America), regia di John Landis (1988)
- Mr. Crocodile Dundee 2 ("Crocodile" Dundee II), regia di John Cornell (1988) (distribuzione)
- Venerdì 13 parte VII - Il sangue scorre di nuovo (Friday the 13th Part VII: The New Blood), regia di John Carl Buechler (1988)
- Una pallottola spuntata (The Naked Gun: From the Files of Police Squad!), regia di David Zucker (1988)
- S.O.S. fantasmi (Scrooged), regia di Richard Donner (1988)
- Black Rain - Pioggia sporca (Black Rain), regia di Ridley Scott (1989)
- Harlem Nights, regia di Eddie Murphy (1989)
- Indiana Jones e l'ultima crociata (Indiana Jones and the Last Crusade), regia di Steven Spielberg (1989) (co-produzione con LucasFilm)
- Star Trek V - L'ultima frontiera (Star Trek V: The Final Frontier), regia di William Shatner (1989)
- Venerdì 13 parte VIII - Incubo a Manhattan (Friday the 13th Part VIII: Jason Takes Manhattan), regia di Rob Hedden (1989)
- Major League - La squadra più scassata della lega (Major League), regia di David S. Ward (1989)

### Anni 90
- Giorni di tuono (Days of Thunder), regia di Tony Scott (1990)
- Ghost - Fantasma (Ghost), regia di Jerry Zucker (1990)
- Ancora 48 ore (Another 48 Hrs.), regia di Walter Hill (1990)
- Caccia a Ottobre Rosso (The Hunt for Red October), regia di John McTiernan (1990)
- Il padrino - Parte III (The Godfather: Part III), regia di Francis Ford Coppola (1990)
- Pubblifollia - A New York qualcuno impazzisce (Crazy People), regia di Tony Bill (1990)
- La Famiglia Addams (The Addams Family), regia di Barry Sonnenfeld (1991)
- Rotta verso l'ignoto (Star Trek VI: The Undiscovered Country), regia di Nicholas Meyer (1991)
- Una pallottola spuntata 2½ - L'odore della paura (The Naked Gun 2½: The Smell of Fear), regia di David Zucker (1991)
- A proposito di Henry (Regarding Henry), regia di Mike Nichols (1991)
- Giochi di potere (Patriot Games), regia di Phillip Noyce (1992)
- Fusi di testa (Wayne's World), regia di Penelope Spheeris (1992)
- Il principe delle donne (Boomerang), regia di Reginald Hudlin (1992)
- Fuga dal mondo dei sogni (Cool World), regia di Ralph Bakshi (1992)
- Buon compleanno Mr. Grape (What's Eating Gilbert Grape), regia di Lasse Hallström (1993)
- La famiglia Addams 2 (Addams Family Values), regia di Barry Sonnenfeld (1993)
- Il Socio (The Firm), regia di Sydney Pollack (1993)
- Fusi di testa 2 - Waynestock (Wayne's World 2), regia di Stephen Surijk (1993)
- Proposta indecente (Indecent Proposal), regia di Adrian Lyne (1993)

La versione 1995-2002 del logo paramount

- Una pallottola spuntata 33⅓ - L'insulto finale (Naked Gun 33⅓: The Final Insult), regia di Peter Segal (1994)
- Forrest Gump, regia di Robert Zemeckis (1994)
- Beverly Hills Cop III - Un piedipiatti a Beverly Hills III (Beverly Hills Cop III), regia di John Landis (1994)
- Sotto il segno del pericolo (Clear and Present Danger), regia di Phillip Noyce (1994)
- Star Trek VII: Generazioni (Star Trek: Generations), regia di David Carson (1994)
- La vita a modo mio (Nobody's Fool), regia di Robert Benton (1994)
- André, un amico con le pinne (Andre) (1994)
- Lassie, regia di Daniel Petrie (1994)
- Braveheart - Cuore impavido (Braveheart), regia di Mel Gibson (1995)
- La chiave magica (The Indian in the Cupboard), regia di Frank Oz (1995)
- Ragazze a Beverly Hills (Clueless), regia di Amy Heckerling (1995)
- Tommy Boy (Tommy Boy), regia di Peter Segal (1995)
- Congo, regia di Frank Marshall (1995)
- Virtuality (Virtuosity), regia di Brett Leonard (1995)
- Vampiro a Brooklyn (Vampire in Brooklyn), regia di Wes Craven (1995)
- A casa per le vacanze (Home for the Holidays), regia di Jodie Foster (1995)
- Sabrina, regia di Sydney Pollack (1995)
- Schegge di paura (Primal Fear), regia di Gregory Hoblit (1996)
- La pecora nera (Black Sheep), regia di Penelope Spheeris (1996)
- Beavis & Butt-Head alla conquista dell'America (Beavis and Butt-Head do America), regia di Mike Judge (1996)
- Harriet, la spia (Harriet the Spy), regia di Bronwen Hughes (1996) (con Nickelodeon Movies)
- Fuga da Los Angeles (Escape From L.A.), regia di John Carpenter (1996)
- Mission: Impossible, regia di Brian De Palma (1996)
- Il club delle prime mogli (The First Wives Club), regia di Hugh Wilson (1996)
- Spiriti nelle tenebre (The Ghost and the Darkness), regia di Stephen Hopkins (1996)
- Star Trek VIII: Primo contatto (Star Trek: First Contact), regia di Jonathan Frakes (1996)
- Conflitti del cuore (The Evening Star), regia di Robert Harling (1996)
- The Phantom, regia di Simon Wincer (1996)
- Relic - L'evoluzione del terrore (The Relic), regia di Peter Hyams (1997)
- Face/Off - Due facce di un assassino (Face/Off), regia di John Woo (1997)
- Missione hamburger (Good Burger), regia di Brian Robbins (1997) (con Nickelodeon Movies)
- Breakdown - La trappola (Breakdown), regia di Jonathan Mostow (1997)
- In & Out, regia di Frank Oz (1997)
- Prove apparenti (Night Falls on Manhattan), regia di Sidney Lumet (1997)
- Il Santo (The Saint), regia di Phillip Noyce (1997)
- Il collezionista (Kiss the Girls), regia di Gary Fleder (1997)
- L'uomo della pioggia - The Rainmaker (The Rainmaker), regia di Francis Ford Coppola (1997)
- Punto di non ritorno (Event Horizon), regia di Paul W. S. Anderson (1997)
- Private Parts, regia di Betty Thomas (1997)
- Titanic, regia di James Cameron (1997) (co-produzione con 20th Century Fox)
- Deep Impact, regia di Mimi Leder (1998) (con DreamWorks SKG)
- Salvate il soldato Ryan (Saving Private Ryan), regia di Steven Spielberg (1998) (con DreamWorks)
- The Truman Show, regia di Peter Weir (1998)
- Rugrats - Il film (The Rugrats Movie), regia di Igor Kovaljov e Norton Virgien (1998) (oltre a due sequel nel 2000 e nel 2003) (con Nickelodeon Movies)
- Star Trek - L'insurrezione (Star Trek: Insurrection), regia di Jonathan Frakes (1998)
- Omicidio in diretta (Snake Eyes), regia di Brian De Palma (1998)
- Dead Man on Campus (1998) (co-produzione con MTV Films)
- La strana coppia 2 (The odd couple 2), regia di Howard Deutch (1998)
- Payback - La rivincita di Porter (Payback), regia di Brian Helgeland (1999)
- Varsity Blues, regia di Brian Robbins (1999)
- 200 Cigarettes, regia di Risa Bramon Garcia (1999)
- Election, regia di Alexander Payne (1999)
- The Wood (1999)
- South Park - Il film: più grosso, più lungo & tutto intero (South Park: Bigger, Longer and Uncut), regia di Trey Parker (1999) (co-produzione con Warner Bros.)
- La figlia del generale (The General's Daughter), regia di Simon West (1999)
- Se scappi, ti sposo (Runaway Bride), regia di Garry Marshall (1999)
- Superstar, regia di Bruce McCulloch (1999)
- Il mistero di Sleepy Hollow (Sleepy Hollow), regia di Tim Burton (1999) (co-produzione con Mandalay Pictures)
- Il talento di Mr. Ripley (The Talented Mr. Ripley), regia di Anthony Minghella (1999)

### Anni 2000
- Snow Day (2000) (con Nickelodeon Movies)
- Regole d'onore (Rules of Engagement), regia di William Friedkin (2000)
- Shaft, regia di John Singleton (2000)
- What Women Want - Quello che le donne vogliono (What Women Want), regia di Nancy Meyers (2000)
- Rugrats in Paris: The Movie (2000) (con Nickelodeon Movies)
- Mission: Impossible 2, regia di John Woo (2000)
- The Original Kings of Comedy, regia di Spike Lee (2000) (con MTV Films)
- Jimmy Neutron - Ragazzo prodigio (Jimmy Neutron: Boy Genius), regia di John A. Davis (2001) (con Nickelodeon Movies).
- Save the Last Dance, regia di Thomas Carter (2001) (con MTV Films)
- Rat Race, regia di Jerry Zucker (2001)
- Crocodile Dundee 3 (Crocodile Dundee in Los Angeles), regia di Simon Wincer (2001)
- Nella morsa del ragno (Along Came a Spider), regia di Lee Tamahori (2001)
- Lara Croft: Tomb Raider, regia di Simon West (2001)
- The Score, regia di Frank Oz (2001) (co-produzione con Mandalay Entertainment)
- Zoolander, regia di Ben Stiller (2001)
- Vanilla Sky, regia di Cameron Crowe (2001)
- Pootie Tang, regia di Louis C.K. (2001) (con MTV Films)
- Orange County, regia di Jake Kasdan (2002) (con MTV Films)

La versione 2002-2012 del logo Paramount

- We Were Soldiers - Fino all'ultimo uomo (We Were Soldiers), regia di Randall Wallace (2002)
- Crossroads - Le strade della vita (Crossroads), regia di Tamra Davis (2002) (con MTV Films)
- Clockstoppers, regia di Jonathan Frakes (2002) (con Nickelodeon Movies)
- Hey Arnold! Il film (Hey Arnold!: The Movie), regia di Tuck Tucker (2002) (con Nickelodeon Movies)
- Al vertice della tensione (The Sum of All Fears), regia di Phil Alden Robinson (2002)
- The Hours, regia di Stephen Daldry (2002)
- Jackass: The Movie, regia di Jeff Tremaine (2002) (con MTV Films)
- Star Trek - La nemesi (Star Trek: Nemesis), regia di Stuart Baird (2002)
- La famiglia della giungla (The Wild Thornberrys Movie), regia di Cathy Malkasian e Jeff McGrath (2002) (con Nickelodeon Movies)
- Come farsi lasciare in 10 giorni (How to Lose a Guy in 10 Days), regia di Donald Petrie (2003)
- School of Rock, regia di Richard Linklater (2003)
- The Core, regia di Jon Amiel (2003)
- Rugrats Go Wild! (2003) (con Nickelodeon Movies)
- Tomb Raider - La culla della vita (Lara Croft: Tomb Raider - The Cradle of Life), regia di Jan de Bont (2003)
- The Italian Job, regia di F. Gary Gray (2003)
- Paycheck, regia di John Woo (2003)
- Timeline - Ai confini del tempo (Timeline), regia di Richard Donner (2003)
- Tupac: Resurrection, regia di Lauren Lazin (2003) (co-produzione con MTV Films)
- The Manchurian Candidate, regia di Jonathan Demme (2004)
- La donna perfetta (The Stepford Wives), regia di Frank Oz (2004)
- Team America: World Police, regia di Trey Parker (2004)
- Mean Girls, regia di Mark Waters (2004)
- SpongeBob - Il film (The SpongeBob SquarePants Movie), regia di Stephen Hillenburg (2004) (con Nickelodeon Movies)
- Lemony Snicket - Una serie di sfortunati eventi (Lemony Snicket's A Series of Unfortunate Events), regia di Brad Silberling (2004) (con DreamWorks e Nickelodeon Movies)
- Napoleon Dynamite, regia di Jared Hess (2004) (co-produzione con Fox Searchlight Pictures e MTV Films)
- Senza pagaia (Without a Paddle) (2004)
- Collateral, regia di Michael Mann (2004) (con DreamWorks)
- Sky Captain and the World of Tomorrow, regia di Kerry Conran (2004) (distribuzione)
- Alfie, regia di Charles Shyer (2004)
- Elizabethtown, regia di Cameron Crowe (2005)
- Coach Carter, regia di Thomas Carter (2005) (co-produzione con MTV Films)
- The Honeymooners (2005)
- La guerra dei mondi (War of the Worlds), regia di Steven Spielberg (2005) (co-produzione con la DreamWorks e Amblin Entertainment)
- L'altra sporca ultima meta (The Longest Yard), regia di Peter Segal (2005) (con Columbia Pictures e MTV Films)
- The Weather Man - L'uomo delle previsioni (The Weather Man), regia di Gore Verbinski (2005)
- I tuoi, i miei e i nostri (Yours, Mine and Ours), regia di Raja Gosnell (2005) (con Metro-Goldwyn-Mayer, Nickelodeon Movies e Columbia Pictures)
- Four Brothers - Quattro fratelli (Four Brothers), regia di John Singleton (2005)
- Æon Flux - Il futuro ha inizio (Æon Flux), regia di Karyn Kusama (2005) (co-produzione con Lakeshore Entertainment e MTV Films)
- Sahara, regia di Breck Eisner (2005)
- Get Rich or Die Tryin', regia di Jim Sheridan (2005)
- Bad News Bears - Che botte se incontri gli Orsi (Bad News Bears), regia di Richard Linklater (2005) (remake del film del 1976)
- A casa con i suoi (Failure to Launch), regia di Tom Dey (2006)
- L'ultima vacanza (Last Holiday), regia di Wayne Wang (2006)
- Mission: Impossible III, regia di J. J. Abrams (2006)
- La gang del bosco (Over the Hedge), regia di Tim Johnson e Karey Kirkpatrick (2006) (con DreamWorks)
- Super Nacho (Nacho Libre), regia di Jared Hess (2006)
- Barnyard - Il cortile (Barnyard: The Original Party Animals), regia di Steve Oedekerk (2006) (con Nickelodeon Movies)
- World Trade Center, regia di Oliver Stone (2006)
- The Eye (2006)
- Giù per il tubo (Flushed Away), regia di David Bowers e Sam Fell (2006) (distribuzione con DreamWorks)
- La tela di Carlotta (Charlotte's Web), regia di Gary Winick (2006) (con Walden Media, The Kerner Entertainment Company e Nickelodeon Movies)
- Jackass Number Two, regia di Jeff Tremaine (2006) (produzione)
- Sunset Boulevard (2006)
- Hot Rod - Uno svitato in moto (Hot Rod), regia di Akiva Schaffer (2007)
- Transformers (2007), regia di Michael Bay (con DreamWorks)
- Iron Man, regia di Jon Favreau (2008) (diritti passati alla Walt Disney Pictures)
- Indiana Jones e il regno del teschio di cristallo (Indiana Jones and the Kingdom of the Crystal Skull), regia di Steven Spielberg (2008)
- Star Trek, regia di J. J. Abrams (2009) (con Spyglass Entertainment e Bad Robot)
- Transformers - La vendetta del caduto (Transformers: Revenge of the Fallen), regia di Michael Bay (2009)

### Anni 2010
- Shutter Island, regia di Martin Scorsese (2010)
- Iron Man 2, regia di Jon Favreau (2010) (diritti passati alla Walt Disney Pictures)
- Thor, regia di Kenneth Branagh (2011) (diritti passati alla Walt Disney Pictures)
- Captain America - Il primo Vendicatore (Captain America: The First Avenger), regia di Joe Johnston (2011) (diritti passati alla Walt Disney Pictures)
- Transformers 3 (Transformers: Dark of the Moon), regia di Michael Bay (2011)
- Super 8, regia di J. J. Abrams (2011)
- Le avventure di Tintin - Il segreto dell'Unicorno (The Adventures of Tintin), regia di Steven Spielberg (2011) (co-produzione con Columbia Pictures e Nickelodeon Movies)
- Mission: Impossible - Protocollo fantasma (Mission: Impossible - Ghost Protocol), regia di Brad Bird (2011)
- Flight, regia di Robert Zemeckis (2012)
- Mr. Pip, regia di Andrew Adamson (2012)
- Jack Reacher - La prova decisiva (Jack Reacher), regia di Christopher McQuarrie (2012)
- The Avengers, regia di Joss Whedon (2012) - (diritti passati alla Walt Disney Pictures)
- Iron Man 3, regia di Shane Black (2013) - (diritti passati alla Walt Disney Pictures)
- Into Darkness - Star Trek (Star Trek into Darkness), regia di J. J. Abrams (2013)
- World War Z, regia di Marc Forster (2013)
- Hansel & Gretel - Cacciatori di streghe (Hansel & Gretel - Witch Hunters), regia di Tommy Wirkola (2013)
- Jack Ryan - L'iniziazione (Jack Ryan: Shadow Recruit), regia di Kenneth Branagh (2014)
- Transformers 4-L'era dell'estinzione (Transformers: Age of Extinction), regia di Michael Bay (2014)
- Interstellar, regia di Christopher Nolan (2014) (co-produzione con Warner Bros. Pictures, Syncopy Films e Legendary Pictures)
- Tartarughe Ninja (Teenage Mutant Ninja Turtles), regia di Jonathan Liebesman (2014)
- Men, Women & Children, regia di Jason Reitman (2014)
- The Gambler, regia di Rupert Wyatt (2014)
- Hercules - Il guerriero (Hercules), regia di Brett Ratner (2014) (insieme a Metro-Goldwyn-Mayer)
- Il piccolo principe (Le Petit Prince), regia di Mark Osborne (2015)
- Terminator Genisys, regia di Alan Taylor (2015)
- SpongeBob - Fuori dall'acqua (The SpongeBob Movie - Sponge Out of Water), regia di Paul Tibbitt e Mike Mitchell (2015) (insieme a Nickelodeon Movies)
- Minority Report - serie TV (2015)
- Daddy's Home, regia di Sean Anders (2015)
- Mission: Impossible - Rogue Nation, regia di Christopher McQuarrie (2015)
- Tartarughe Ninja - Fuori dall'ombra (Teenage Mutant Ninja Turtles: Out of the Shadows), regia di Dave Green (2016)
- Star Trek Beyond, regia di Justin Lin (2016)
- Ben-Hur, regia di Timur Bekmambetov (2016)
- Jack Reacher - Punto di non ritorno (Jack Reacher: Never Go Back), regia di Edward Zwick (2016)
- Allied - Un'ombra nascosta (Allied), regia di Robert Zemeckis (2016)
- Barriere (Fences), regia di Denzel Washington (2016)
- Monster Trucks, regia di Chris Wedge (2017)
- Ghost in the Shell, regia di Rupert Sanders (2017)
- Baywatch, regia di Seth Gordon (2017)
- Transformers - L'ultimo cavaliere (Transformers: The Last Knight), regia di Michael Bay (2017)
- The Ring 3 (Rings), regia di F. Javier Gutiérrez (2017)
- Downsizing - Vivere alla grande (Downsizing), regia di Alexander Payne (2017)
- Annientamento (Annihilation), regia di Alex Garland (2018)
- Overlord, regia di Julius Avery (2018)
- Mission: Impossible - Fallout, regia di Christopher McQuarrie (2018)
- Bumblebee, regia di Travis Knight  (2018)
- Rocketman, regia di Dexter Fletcher (2019)
- Pet Sematary, regia di Kevin Kölsch e Dennis Widmyer (2019)
- Dora e la città perduta (Dora and the Lost City of Gold), regia di James Bobin (2019)
- Crawl - Intrappolati (Crawl), regia di Alexandre Aja (2019)
- Terminator - Destino oscuro (Terminator: Dark Fate), regia di Tim Miller (2019)

### Anni 2020
- Sonic - Il film (Sonic The Hedgehog) regia di Jeff Fowler (2020)
- SpongeBob - Amici in fuga (The SpongeBob Movie: Sponge on the Run), regia di Tim Hill (2020)
- Love and Monsters, regia di Michael Matthews (2020)
- Il principe cerca figlio (Coming 2 America), regia di Craig Brewer (2021)
- Senza rimorso (Without Remorse), regia di Stefano Sollima (2021)
- La guerra di domani (The Tomorrow War) regia di Chris McKay (2021)
- Snake Eyes: G.I. Joe - Le origini (Snake Eyes: G.I. Joe Origins), regia di Robert Schwentke (2021)
- Infinite, regia di Antoine Fuqua (2021)
- Scream, regia di Matt Bettinelli-Olpin e Tyler Gillett (2022)
- Sonic 2 - Il film (Sonic The Hedgehog 2) regia di Jeff Fowler (2022)
- The Lost City, regia di Aaron e Adam Nee (2022)
- Top Gun: Maverick, regia di Joseph Kosinski (2022)
- Smile, regia di Parker Finn (2022)
- Babylon, regia di Damien Chazelle (2022)
- Ondata calda (Heatwave), regia di Ernie Barbarash (2022)
- Scream VI, regia di Matt Bettinelli-Olpin e Tyler Gillett (2023)
- Mission: Impossible - Dead Reckoning, regia di Christopher McQuarrie (2023)
- Indiana Jones e il quadrante del destino (Indiana Jones and the Dial of Destiny), regia di James Mangold (2023) (co-produzione con Walt Disney Pictures e Lucasfilm)
- Tartarughe Ninja - Caos mutante (Teenage Mutant Ninja Turtles: Mutant Mayhem), regia di Jeff Rowe (2023)
- The Killer, regia di David Fincher (2023)
- Bob Marley - One Love, regia di Reinaldo Marcus Green (2024)
- A Quiet Place - Giorno 1 (A Quiet Place: Day One), regia di Michael Sarnoski (2024)
- Un piedipiatti a Beverly Hills - Axel F (Beverly Hills Cop: Axel F), regia Mark Molloy (2024)
- Il gladiatore II (Gladiator II), regia di Ridley Scott (2024)
- Sonic 3 - Il film (Sonic The Hedgehog 3) regia di Jeff Fowler (2024)
- Mission: Impossible - The Final Reckoning, regia di Christopher McQuarrie (2025)

## I nove migliori incassi di sempre
Non considerando la rivalutazione del biglietto e relativamente ai soli Stati Uniti i dati aggiornati all'8 maggio 2009 sono:
1. Titanic: $ 600.788.188 - Uscito il 19/12/1997
2. Forrest Gump: $ 329.694.499 - Uscito il 6/7/1994
3. Transformers: $ 319.246.193 - Uscito il 3/7/2007
4. Iron Man: $ 318.313.199 - Uscito il 2/5/2008
5. Indiana Jones e il regno del teschio di cristallo: $ 317.023.851- Uscito il 22/5/2008
6. Star Trek (2009): $ 250.806.379 - Uscito l'8/5/2009
7. Beverly Hills Cop - Un piedipiatti a Beverly Hills: $ 234.760.478 - Uscito il 5/12/1984
8. La guerra dei mondi: $ 234.280.354 - Uscito il 29/6/2005
9. Ghost - Fantasma: $ 217.631.306 - Uscito il 13/7/1990

Dieci migliori incassi di sempre a livello mondiale, i dati aggiornati al 10 settembre 2022:
1. Titanic: $ 2 201 647 264 - Uscito il 19/11/1997
2. The Avengers: $ 1 518 815 51 - Uscito il 25/4/2012
3. Top Gun: Maverick: $1 495 696 292 - Uscito il 25/05/2022
4. Iron Man 3: $ 1 214 811 252 - Uscito il 24/4/2013
5. Transformers 3: $ 1 123 794 07 - Uscito il 29/6/2011
6. Transformers 4-L'era dell'estinzione: $ 1 104 054 072 - Uscito il 27/6/2014
7. Transformers - La vendetta del Caduto: $ 836 303 693 - Uscito il 24/6/2009
8. Mission: Impossible - Fallout: $ 791 115 104 Uscito il 27/7/2018
9. Indiana Jones e il regno del teschio di cristallo: $ 743 981 386 - Uscito il 22/5/2008
10. Transformers: $ 709 709 780 - Uscito il 3/7/2007